# جندب (النادرة)

تعديل مصدري - تعديل

جندب محلة تابعة لقرية السكنة، التابعة لعزلة حدة بمديرية النادرة إحدى مديريات محافظة إب في الجمهورية اليمنية، بلغ تعداد سكانها 29 حسب تعداد اليمن لعام 2004.